# Малиновка (Павлодарская область)
Малиновка (каз. Малиновка) — село в Щербактинском районе Павлодарской области Казахстана. Входит в состав Татьяновского сельского округа. Код КАТО — 556859300.

## Население
В 1999 году население села составляло 454 человека (230 мужчин и 224 женщины). По данным переписи 2009 года, в селе проживал 361 человек (197 мужчин и 164 женщины).